# How to Meet the Lucky Stars
Série
Ghost Punting
(1992)
Pour plus de détails, voir Fiche technique et Distribution.
How to Meet the Lucky Stars (運財五福星, Wan choi ng fuk sing) est une comédie d'action hongkongaise réalisée par Frankie Chan (en) et sortie en 1996 à Hong Kong. C'est le septième et dernier volet de la série des Lucky Stars après Ghost Punting (1992). Elle est dédiée à la mémoire du réalisateur Lo Wei, mort en début d'année.
Elle totalise 2 084 545 HK$ de recettes au box-office, ce qui est plutôt faible.

## Synopsis
Lors d'une compétition internationale de cartes, le « Roi du jeu », Lui Tin (Chen Kuan-tai) est battu par Sheung-kung Fei-fa, la lesbienne, lascive et psychotique « Fleur du jeu », qui le pousse jusqu'au suicide. Sa fille Wai-lam (Fung Sau-yin) jure de venger la mort de son père et cherche pour cela l'aide du meilleur ami de son défunt père, Oncle Wah (Cho Tat-wah), qui est inspecteur de police. Celui-ci fait appel aux Lucky Stars pour l'assister.

## Fiche technique
- Titre original : 運財五福星
- Titre international : How to Meet the Lucky Stars
- Réalisation : Frankie Chan (en)
- Scénario : Lee Chi-wai, Lee Ping-kwong et Ivy Lee
- Photographie : Sung Kong, Ng Wing-kit, Venus Keung et Fletcher Poon
- Montage : Jelly Mak
- Musique : Roel A. Garcia
- Production : Eric Tsang
- Société de production : Grand March Movie Production
- Société de distribution : Newport Entertainment
- Pays d'origine :  Hong Kong
- Langue originale : cantonais
- Format : couleur
- Genre : comédie d'action
- Durée : 112 minutes
- Dates de sortie :
  -  Hong Kong : 4 juillet 1996

## Distribution
- Sammo Hung : Eric/Kidstuff/Chi-koo Choi
- Eric Tsang : Tête ronde/Lo-han Kuo
- Richard Ng : Sandy/Dee
- Stanley Fung : Rawhide/Peau de rhino
- Michael Miu : Pagode/Ginseng
- Vincent Lau : Leung
- Françoise Yip : Françoise
- Diana Pang (en) : Bo Bo
- Cho Tat-wah : Oncle Wah
- Natalis Chan : le « Roi des escrocs »
- Chen Kuan-tai : Lui Tin, le « Roi du jeu »
- Cheng Pei-pei : Chu Ba
- Nora Miao : la présentatrice de la compétition
- Shing Fui-on : Tai Sor